# Paul Barker
Paul Barker, född 8 februari 1958 i Palo Alto i Kalifornien, är en amerikansk musiker. Han var basist, musikproducent och ljudtekniker i industrialbandet Ministry. Han anslöt sig till bandet 1986 och har ofta ansetts vara gruppens andra medlem. Den första är grundaren Al Jourgensen. På vissa skivor står han omnämnd under namnet Hermes Pan. Han lämnade Ministry 2004 för att jobba med andra musikprojekt.

## Sidoprojekt
- The Revolting Cocks
- Lard
- Lead Into Gold